# Félix-Philippe-Charles d'Hunolstein
Le comte Félix Vogt d'Hunolstein, né à Paris le 22 avril 1778 et mort à Hombourg le 19 avril 1838, est le fils de Philippe Antoine Vogt d'Hunolstein et père de Louis Marie Vogt d'Hunolstein. En 1802, il épouse Claire de Bourdeille, et en secondes noces en 1819, Sophie Charlotte Vogt d'Hunolstein.
Il est créé Pair de France le 5 mars 1819 par le roi Louis XVIII.

## Sources
- « Félix-Philippe-Charles d'Hunolstein », dans Adolphe Robert et Gaston Cougny, Dictionnaire des parlementaires français, Edgar Bourloton, 1889-1891 [détail de l’édition]
- Histoire de la Maison de Hunolstein, Paris, imprimerie Charles Unsinger, 1886.